# Khemis Sahel
Khemis Sahel (arabiska: خميس الساحل) är en ort i Marocko, som i folkräkningen räknas som stad i landskommunen Sahel. Den ligger i provinsen Larache och regionen Tanger-Tétouan-Al Hoceïma, 150 km nordost om huvudstaden Rabat. Antalet invånare var 6 242 vid folkräkningen 2014.